# Elano
Elano Ralph Blumer vagy egyszerűen csak Elano (Iracemápolis, 1981. június 14.) brazil válogatott labdarúgó, jelenleg a Santos-ban játszik.

## Pályafutása
Pályafutását a Santos-ban kezdte el, ahol együtt játszott többek között Robinhóval, Diegoval és Alexel. 2002-ben és 2004-ben megnyerte a Santos-al a bajnokságot és a szezon végén eligazolt az ukrán első osztályú Sahtar Doneck-be. Itt három év alatt 49 meccsen 14 gólig jutott. Elano 2007. augusztus 2-án szerződött a Manchester City-be 8 millió fontért 4 évre. A szezonnyitó meccsen góllal debütált a West Ham United ellen. Itt két év alatt 62 mérkőzésen 14 gólt szerzett. 2009. július 30-án a török Galatasaray vette meg, a reptéren 1300 török szurkoló üdvözölte. A csapatban övé lett a 9-es mez amit korábban Hakan Şükür viselt. 2009. augusztus 20-án debütált az észt Levadia Tallinn elleni Európa Liga mérkőzésen csereként a 69. percben. 2009. augusztus 23-án debütált a bajnokságban a Kayserispor ellen és gólt lőtt 28 méterről.

### Klub statisztikái
| Csapat                  | Szezon                  | Bajnokság  | Bajnokság | Kupa  | Kupa  | Liga Kupa | Liga Kupa | Európa | Európa | Összes | Összes |
| Csapat                  | Szezon                  | Mérkőzések | Gólok     | Mérk. | Gólok | Mérk.     | Gólok     | Mérk.  | Gólok  | Mérk.  | Gólok  |
| ----------------------- | ----------------------- | ---------- | --------- | ----- | ----- | --------- | --------- | ------ | ------ | ------ | ------ |
| Santos                  | 2001                    | 25         | 2         | -     | -     | -         | -         | -      | -      | 25     | 2      |
| Santos                  | 2002                    | 24         | 8         | -     | -     | -         | -         | -      | -      | 24     | 8      |
| Santos                  | 2003                    | 39         | 8         | -     | -     | -         | -         | -      | -      | 39     | 13     |
| Santos                  | 2004                    | 41         | 16        | -     | -     | -         | -         | -      | -      | 41     | 16     |
| Santos                  | Összesen                | 129        | 34        | 0     | 0     | 0         | 0         | 0      | 0      | 129    | 34     |
| Sahtar Doneck           | 2004-05                 | 13         | 4         | 2     | 0     | -         | -         | 4      | 1      | 19     | 5      |
| Sahtar Doneck           | 2005-06                 | 25         | 5         | 1     | 0     | -         | -         | 10     | 4      | 36     | 9      |
| Sahtar Doneck           | 2006-07                 | 11         | 5         | 2     | 1     | -         | -         | 9      | 2      | 22     | 8      |
| Sahtar Doneck           | Összesen                | 49         | 14        | 5     | 1     | 0         | 0         | 23     | 7      | 77     | 22     |
| Manchester City         | 2007-08                 | 34         | 8         | 2     | 1     | 2         | 1         | 0      | 0      | 38     | 10     |
| Manchester City         | 2008-09                 | 28         | 6         | 1     | 0     | 1         | 0         | 12     | 2      | 42     | 8      |
| Manchester City         | Összesen                | 62         | 14        | 3     | 1     | 3         | 1         | 12     | 2      | 80     | 18     |
| Galatasaray             | 2009-10                 | 25         | 3         | 5     | 1     | -         | -         | 9      | 3      | 39     | 7      |
| Galatasaray             | 2010-11                 | 0          | 0         | 0     | 0     | 0         | 0         | 0      | 0      | 0      | 0      |
| Galatasaray             | Összesen                | 25         | 3         | 5     | 1     | 0         | 0         | 9      | 3      | 39     | 7      |
| Egész pályafutása során | Egész pályafutása során | 265        | 65        | 13    | 3     | 3         | 1         | 44     | 12     | 325    | 81     |

### Válogatottban
| Nemzeti válogatott | Szezon   | Mérkőzések | Gólok |
| ------------------ | -------- | ---------- | ----- |
| Brazília           | 2004     | 1          | 0     |
| Brazília           | 2005     | 1          | 0     |
| Brazília           | 2006     | 5          | 2     |
| Brazília           | 2007     | 13         | 2     |
| Brazília           | 2008     | 7          | 1     |
| Brazília           | 2009     | 14         | 1     |
| Brazília           | 2010     | 3          | 3     |
| Összesen           | Összesen | 44         | 9     |

### Válogatottbeli góljai
| #  | Dátum               | Helyszín                                                  | Ellenfél         | Gólja | Végeredmény | Kiírás                           |
| -- | ------------------- | --------------------------------------------------------- | ---------------- | ----- | ----------- | -------------------------------- |
| 1. | 2006. szeptember 3. | Emirates Stadion, London, Anglia                          | Argentína        | 1 – 0 | 3 – 0       | Barátságos                       |
| 2. | 2006. szeptember 3. | Emirates Stadion, London, Anglia                          | Argentína        | 2 – 0 | 3 – 0       | Barátságos                       |
| 3. | 2007. szeptember 9. | Soldier Field, Chicago, USA                               | Egyesült Államok | 4 – 2 | 4 – 2       | Barátságos                       |
| 4. | 2007. október 17.   | Maracanã, Rio de Janeiro, Brazília                        | Ecuador          | 5 – 0 | 5 – 0       | vb-selejtező                     |
| 5. | 2008. november 19.  | Bezerrão, Distrito Federal, Brazília                      | Portugália       | 5 – 2 | 6 – 2       | Barátságos                       |
| 6. | 2009. február 10.   | Emirates Stadion, London, Anglia                          | Olaszország      | 1 – 0 | 2 – 0       | Barátságos                       |
| 7. | 2010. június 2.     | Nemzeti Sport Stadion, Harare, Zimbabwe                   | Zimbabwe         | 3 – 0 | 3 – 0       | Barátságos                       |
| 8. | 2010. június 15.    | Ellis Park Stadion, Johannesburg, Dél-afrikai Köztársaság | Észak-Korea      | 2 – 0 | 2 – 1       | 2010-es labdarúgó-világbajnokság |
| 9. | 2010. június 20.    | Soccer City, Johannesburg, Dél-afrikai Köztársaság        | Elefántcsontpart | 3 – 0 | 3 – 1       | 2010-es labdarúgó-világbajnokság |

## Sikerei, díjai

### Csapatban
- Santos
  - Brazil labdarúgó-bajnokság: 2002, 2004
- Sahtar Doneck
  - Bajnok: 2005, 2006
  - Ukrán labdarúgó-szuperkupa: 2005

### Nemzeti
- Brazília
  - Copa América: 2007
  - Konföderációs Kupa: 2009